# Inna Frolova
Inna Vasylivna Frolova –en ucraniano, Інна Василівна Фролова– (Dnipropetrovsk, URSS, 3 de junio de 1965) es una deportista ucraniana que compitió para la URSS en remo.
Participó en tres Juegos Olímpicos de Verano, obteniendo dos medallas, plata en Seúl 1988 y plata en Atlanta 1996, en la prueba de cuatro scull, y el sexto lugar en Barcelona 1992, en el doble scull.
Ganó dos medallas en el Campeonato Mundial de Remo, en los años 1990 y 1997.

## Palmarés internacional
| Representando a la URSS |                          |                   |              |
| Juegos Olímpicos        |                          |                   |              |
| Año                     | Lugar                    | Medalla           | Prueba       |
| 1988                    | Seúl (Corea del Sur)     | Medalla de plata  | Cuatro scull |
| Campeonato Mundial      |                          |                   |              |
| Año                     | Lugar                    | Medalla           | Prueba       |
| 1990                    | Tasmania (Australia)     | Medalla de plata  | Doble scull  |
| Representando a Ucrania |                          |                   |              |
| Juegos Olímpicos        |                          |                   |              |
| Año                     | Lugar                    | Medalla           | Prueba       |
| 1996                    | Atlanta (Estados Unidos) | Medalla de plata  | Cuatro scull |
| Campeonato Mundial      |                          |                   |              |
| Año                     | Lugar                    | Medalla           | Prueba       |
| 1997                    | Aiguebelette (Francia)   | Medalla de bronce | Cuatro scull |